# Poseidon (Schiff, 1925)
Poseidon war ein Fahrgastschiff in Berlin.

## Geschichte
Das Dampfschiff wurde 1925 unter der Baunummer 215 auf der Werft der Gebrüder Wiemann für die Berliner Reederei Kieck gebaut. Es hatte laut Heinz Trost eine Länge von 32,4 Metern und eine Breite von 6,23 Metern und wurde von einer Dreifachexpansionsmaschine mit 180 PS angetrieben. Kurt Groggert gibt dagegen an, das Schiff habe bei seiner Indienststellung eine Breite von 5,8 Metern gehabt und sei 32 Meter lang gewesen. In ihrer äußeren Form entsprach die Poseidon den Dampfern Kurt und Friedrich der Große, die 1907 bzw. 1912 ebenfalls bei der Werft der Gebr. Wiemann, aber für andere Auftraggeber gebaut worden waren. Anders als diese beiden Schiffe erhielt aber die Poseidon schon ein Jahr nach der Inbetriebnahme einen geschlossenen Decksalon, den die Stettiner Oderwerke aufbauten. Damit war auch ein Betrieb des Schiffes im Winter möglich. Groggert berichtet, das Schiff sei zeitweise auch unter dem Namen Schneewittchen gefahren, gibt aber nicht an, wann dieser Namenswechsel stattgefunden haben soll. 1935 gehörte die Poseidon, damals mit einer Zulassung für 400 Personen, noch zum Bestand der Reederei Ernst Kieck, die damals auch die Dampfschiffe Columbus, Alexander und Siegesfürst betrieb.
1943 gehörte die Poseidon zu den 27 Schiffen in Berlin, die „zum Sondereinsatz Groß-Berlin im Katastrophenfall“ beordert waren.
Als 1944 die Personenschifffahrt der BVG eröffnet wurde, weil kriegsbedingt die Omnibuslinie 34 eingestellt worden war, gehörten Kiecks vier Dampfschiffe zu den Fahrzeugen, die dafür zur Verfügung standen. Doch weder die große Columbus noch die Poseidon kamen dabei zum Einsatz. Poseidon wurde auch in der Nachkriegszeit noch in der Personenschifffahrt bei Kieck genutzt. 1953 durfte das Schiff 500 Personen befördern. Diese Zulassung bestand auch noch im Jahr 1958. Damals gehörte die Poseidon zu den letzten sechs Dampfschiffen, die in Westberlin noch als Fahrgastschiffe eingesetzt wurden. Neben der Poseidon waren dies die Schiffe Alexander, Siegfried, Hoffnung, Sperber und Deutschland.
Nachdem der Reeder Kieck gestorben war, wurde die Poseidon 1960 von der Reederei Bruno Winkler übernommen und noch im selben Jahr vom Dampf- zum Motorschiff umgerüstet. Die neue Maschine hatte 230 PS. Das Schiff wurde außerdem mit einem neuen Oberdeck versehen und konnte daher nun zum Transport von 500 Personen eingesetzt werden. Auf einer Ansichtskarte aus Winklers Zeit wird allerdings eine Höchstzahl von 400 Personen angegeben.

## Unfall vor Krughorn
Am 15. Juni 1969 rammte ein Hamburger Tanker, der ebenfalls den Namen Poseidon trug, das Fahrgastschiff in der Sacrower Enge. Die Havel ab der Pfaueninsel war durch die Sektorengrenze willkürlich geteilt und durch eine Grenzbetonnung beiderseits gekennzeichnet. Westberliner Fahrgastschiffe durften diese Grenzziehung, im Gegensatz zu Frachtschiffen, nicht überfahren. Sie waren deshalb gezwungen, ihren Kurs entgegen den üblichen Schifffahrtsregeln zu wählen. Vor Krughorn, das damals noch weit in die Havel ragte, war es Fahrgastschiffen vorgeschrieben, eine enge und unübersichtliche Fahrrinne am Südufer der Havel zu benutzen, die keine Ausweichmanöver gestattete. 
Die Poseidon war mit 145 Ausflüglern an Bord auf dem Weg von der Pfaueninsel zur Glienicker Brücke und wurde vom Bug des in Gegenrichtung fahrenden Tankschiffes mittschiffs getroffen und auf Grund gedrückt. 43 Personen wurden bei dem Unglück, das als das folgenschwerste Schiffsunglück auf Westberliner Gewässern seit Kriegsende eingeschätzt wurde, verletzt. Der Tanker hatte eine Ladung von 571 Tonnen Öl an Bord, von der glücklicherweise nichts auslief, da nur der Bug des Schiffes etwas eingedrückt wurde. Die meisten Fahrgäste der Poseidon, die nach dem Unfall mit Schlagseite auf Grund lag, wurden wenige Minuten nach dem Zusammenstoß von dem Schiff Vaterland an Bord genommen. 37 Verletzte konnten nach ambulanter Behandlung die umliegenden Krankenhäuser gleich wieder verlassen. Die Poseidon wurde einige Tage später, nachdem ihr Leck abgedichtet worden war, nach Spandau gebracht. Der größte Teil der Inneneinrichtung des Schiffes war aber dem Unfall zum Opfer gefallen. Die Reederei entschloss sich daher, das Schiff zu verschrotten. 1974 wurde die Poseidon im Spandauer Nordhafen abgewrackt. Nach Abschluss der Unfalluntersuchungen wurde von Westberliner Seite beschlossen, die weit in die Havel hineinragende Landspitze des Krughorns abzubaggern und damit diese für die Schifffahrt gefährliche Engstelle zu entschärfen.

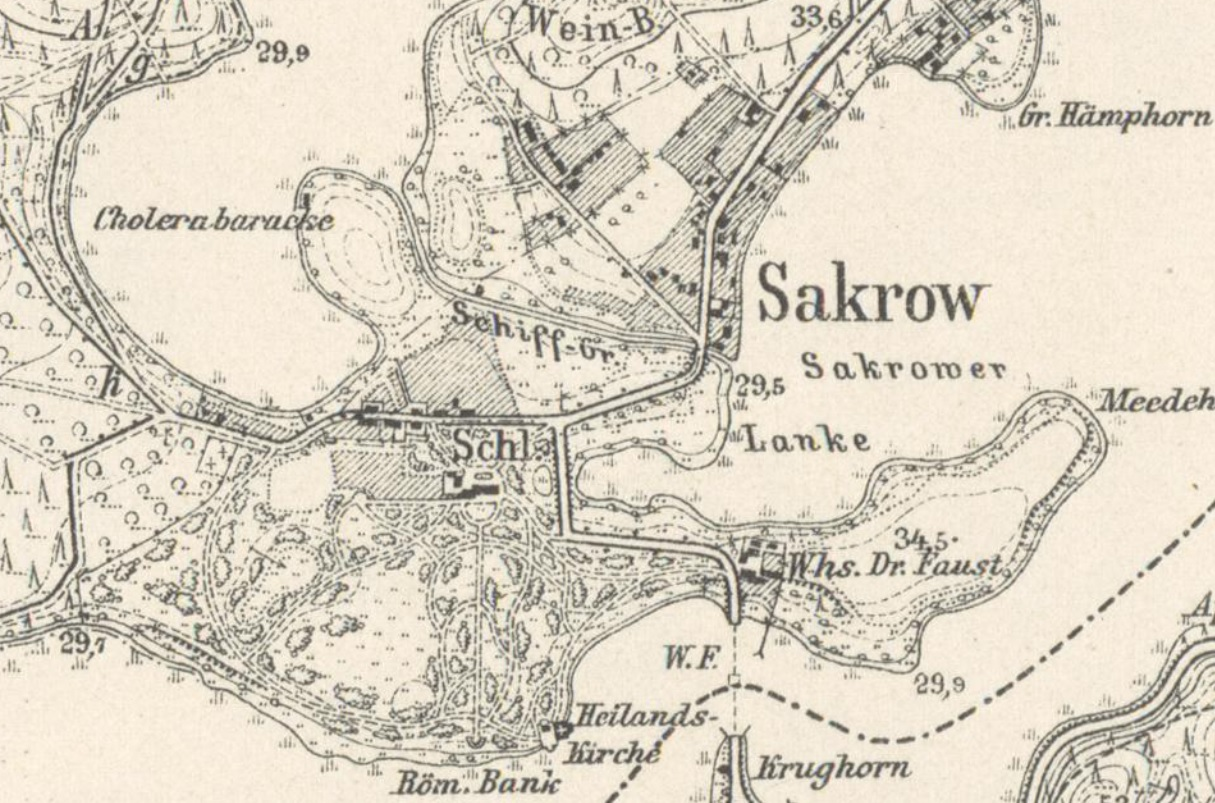
Karte von 1903
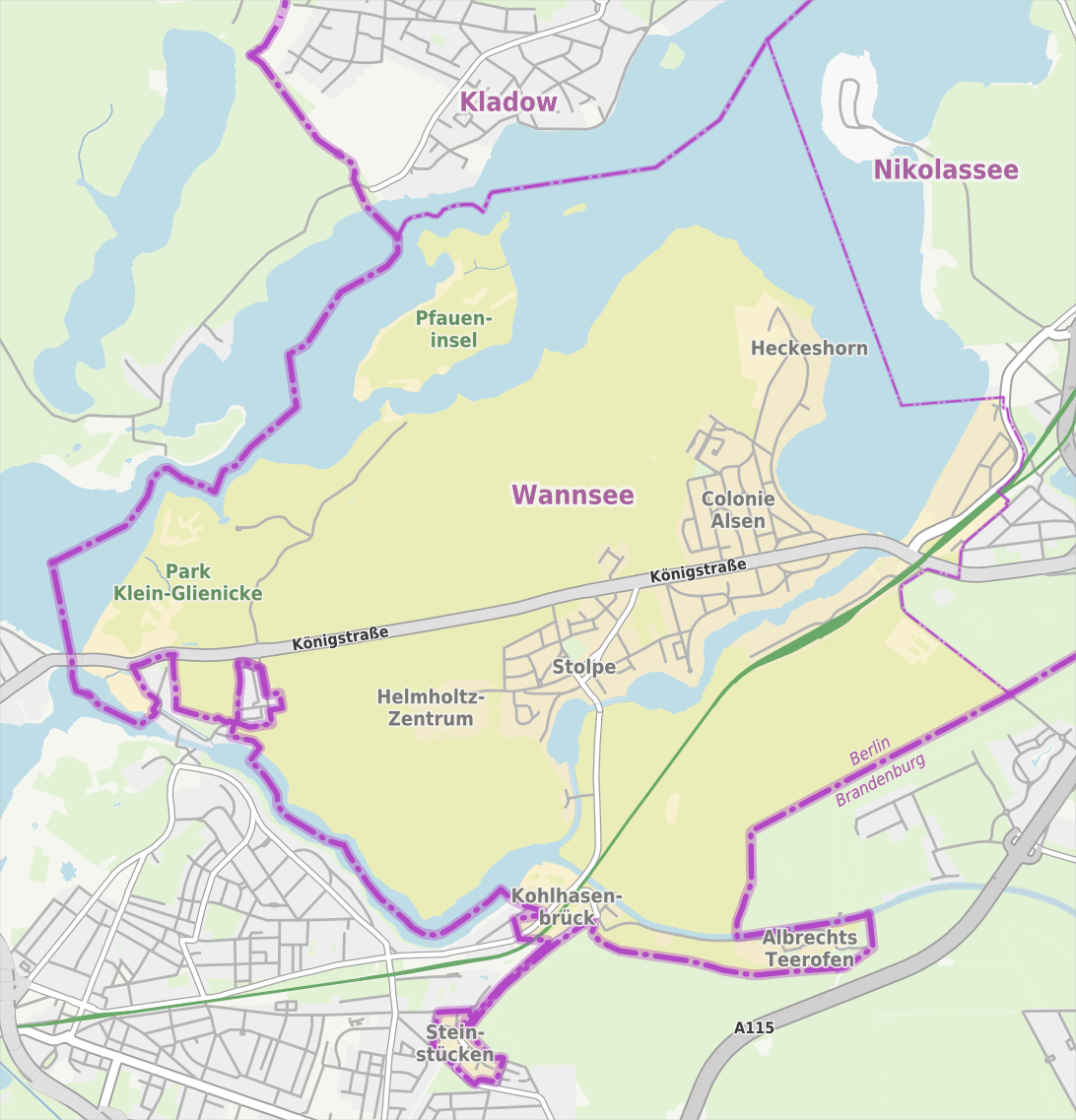
Situation in den 1980ern